# Balanzoni
I balanzoni (balanzón in bolognese) sono una pasta all'uovo ripiena, tipica di Bologna.

## Descrizione
Tipici della cucina bolognese, i balanzoni sono simili a dei tortelloni verdi ottenuti con l'aggiunta di spinaci nella sfoglia, ripieni di ricotta, spinaci, mortadella e noce moscata, conditi con burro e salvia.  Chiamati anche “tortelli matti”, si dice che siano nati per recuperare l’avanzo del ripieno dei tortellini. Il nome con cui sono più conosciuti rimanda alla celebre maschera di carnevale Balanzone, tipica di Bologna, un tempo era infatti d’uso consumarli proprio nel periodo di carnevale.